# Pilzone
Pilzone (Pilsù in dialetto bresciano) è una frazione del comune italiano di Iseo, in Lombardia. Sull'origine del nome Pilzone il Fappani riporta, nella voce dedicatagli nell'Enciclopedia Bresciana, l'ipotesi che derivi da Pullicione, accrescitivo di pullicus, da pullus «molle» (terreno molle, paludoso), o da pulcionum (roccione scosceso).

## Geografia fisica
Pilzone si trova sulla sponda orientale del lago d'Iseo a sud-ovest del torrente Vaglio (Vai in dialetto bresciano), ai piedi del monte Punta dell’Orto e dietro la piccola penisola montuosa del Montecolo. 

## Storia

### Premesse, fondazione certa e epica medioevale
Pilzone è stata fondata nel 23 d.C. dai nobili romani che vi edificarono alcune ville, così come in altre località del lago d'Iseo, per le vacanze estive. La prima testimonianza storica del paese di Pilzone è presente in un documento del febbraio del 949, la permuta tra il vescovo di Cremona Dagiberto (proprietario di una rocca con un monticello in Pulcioni, ovvero Pilzone) ed Antonio figlio del conte Teudaldo. Il piccolo centro lacustre di Pilzone appartenne storicamente alla quadra di Iseo. Fece parte del pago, poi della pieve di Iseo; nel XIV secolo vi erano proprietà vescovili. Nacque come piccolo borgo (il borgo di Pulcion), nelle epoche medievali, e prende il nome dal nobile che regnava sui campi della zona. Forse corte della famiglia iseana degli Oldofredi, divenne poi feudo dei Fenaroli che qui possedevano terreni e una casa seicentesca costruita in stile veneto. Nel 1280 è ricordato come comune, titolo che manterrà fino al 1928, quando verrà incorporato nel municipio di Iseo.

### Età napoleonica
In età napoleonica (1805-16) Pilzone fu frazione di Iseo, recuperando l'autonomia con la costituzione del regno Lombardo-Veneto. Fino a poco tempo prima, però, Pilzone era dotato di un comune. 

### Regno d'Italia e repubblica italiana
All'Unità d'Italia (1861) il comune contava 342 abitanti. Ora ne ha circa 800.
Fino al XIX secolo le attività economiche prevalenti furono l’agricoltura e la pastorizia, poi iniziò lo sfruttamento intensivo dei giacimenti di calcare di Montecolo e l’estrazione di calce idraulica. Le cave, situate sul versante sud-occidentale del monte, vennero chiuse in diversi momenti nel corso del Novecento. 
Dal 26 settembre 1917 vi era la 3ª Squadriglia Idrovolanti (poi 3º Gruppo caccia terrestre) per il Lago d'Iseo.
Durante la prima guerra mondiale fu sede della produzione di aerei Caproni.
Nel 1927 il comune di Pilzone fu aggregato definitivamente a Iseo.
Durante la Seconda guerra mondiale si racconta di un alloggio di Benito Mussolini a Pilzone mentre tentava la fuga dall'Italia. Il paese venne bombardato.
Pilzone è stata sede dell'azienda di giocattoli Sebino Bambole (produttrice del famoso Cicciobello) fino al 1960.

## Monumenti e luoghi d'interesse

### Architetture religiose
Pilzone al 2024 ha 3 chiese, afferenti alla regione ecclesiastica delle chiese dell'Assunzione di Maria e Santi Pietro e Paolo:
- La chiesa parrocchiale con dedicazione a Maria Assunta edificata nel XV secolo. Nel XVII viene aggiunto il campanile. Viene realizzato l'apparato decorativo tra la fine del XVI e l'inizio del XVII secolo. Nel 1573 viene completata, nel 1616 viene realizzato l'altare maggiore. L'organo nel 1841 viene realizzato da da Angelo ed Aurelio Bossi. Viene restaura nel 1691, nel XIX secolo, nel XX (dove viene rifatta la pavimentazione) e nel 2009. Le statue di facciata sono state poste nel 1961. Ormai di pilzone è famoso il piccolo arbusto di fico nato sulle falde del tetto rotondo del campanile. La chiesa è posta tra la strada statale costeggiante il lago e la ferrovia, su cui affaccia il sagrato.
- La chiesa di San Fermo; costruita nella località omonima nel ambito culturale delle maestranze lombarde, si presenta come un basso edificio non molto diverso da una piccola abitazione, affiancato da un edificio rurale. L'impianto strutturale è a capanna, con pianta quadrangolare e copertura a voltata inferiore e tetto a due falde. Viene costruita nel XVI secolo, mente nel XVII viene costruito un po' distante dalla chiesa il campanile, per permettere la vista della cella campanaria anche dal borgo. Restaurata più volte nel corso del XX secolo. Non ha una facciata a causa delle successive manomissioni avvenute nei secoli, ma è comunque riconoscibile per la presenza di un porticato sorretto da tre pilastri che anticipano la porta d'accesso affiancata da finestrelle quadrangolari. L'interno è un piccolo ambiente a navata. Il presbiterio è ricavato in una nicchia ed è dotato di altare maggiore posto sul fondale absidale piano. A fianco della chiesa vi è un locale adibito a sacrestia, anch'esso quadrangolare. È raggiungibile a piedi dal paese percorrendo una vecchia mulattiera. Nei pressi di questa località è stata installata una panchina gigante del progetto artistico/culturale "Big Bench Community Project” (BBCP), opera dell’artista/designer americano Chris Bangle, dalla quale si può godere di un ottimo panorama.[7][8]
- La chiesa di San storico Tommaso: Anticamente vi era una piccola chiesa dedicata all'addolorata, costruita per concessione del Papa Eugenio III nel 1141.[9]Piccola chiesa che fu la parrocchiale, sorge al centro dell'abitato vicino la Via Valeriana. L'edificio attuale viene costruito nel XVII secolo, l'ultimo restauro del 1983. È situata all’interno di un complesso rustico nella parte più elevata del paese, l'edificio attuale è frutto dei rimaneggiamenti del seicento. Ha impianto a campana e tetto con due falde. Anticipata da uno stretto sagrato, la chiesa presenta una facciata ad ordine unico, con aperture centrali di cui un portale rialzato da alcuni gradini; a lato è caratterizzata da doppie lesene tuscaniche, che sorreggono una trabeazione spezzata, per la presenza della finestra centrale, mentre a coronamento vi è un timpano aggettante. L'intero della chiesetta è a navata unica, dotata di copertura voltata a botte inferiore affrescata, che presenta lacerti di affreschi relativi alle epoche precedenti al XVII secolo sulle pareti laterali. Il presbiterio, rialzato e quadrangolare, riprende le dimensioni dell'aula ed è dotato di fondale absidale piano, su di cui è presente l'antico affresco della Pietà, risalente al XIII-XIV secolo, sovrastato dalla pala dell'altare maggiore dedicata all'incredulità di S. Tommaso, risalente al XVII secolo. A fianco della chiesa si trova la sacrestia ed il campanile.[9]

### Architetture civili
- Palazzo Fenaroli: casa seicentesca in stile veneto della nobile famiglia con portale in conci a bugnato in pietra di Sarnico e una torretta con gronda modanata nell’ala nobile. Oggi alloggio turistico.
- Sulla penisola di Montecolino, a metà strada fra Pilzone e Iseo, sorse agli inizi del XX secolo una scuola di idro-aviazione attiva durante tutta la Prima Guerra Mondiale. Pare che vi fosse un progetto di bombardare New York con i sommergibili qui prodotti, grazie anche al sottomarino Leonardo Da vinci, il migliore dell'epoca. All'affondamento di questo il progetto venne annullato. Oggi la penisola Montecolino è sede di camping turistici e protetta come area parco/storica dal comune di Iseo.
- Ex stabilimento militare per la produzione di idrovolanti e componenti tessili per l'aeronautica (come paracaduti e divise per piloti). Chiusa nel 1918, venne riaperta nel 1930 dalla ditta Caproni come base di prova per l’idrovolante Caproni 97, per le prove d’immersione di  “mini-sommergibili” e per l’addestramento di equipaggi. L’azienda vi rimase fino alla fine della Seconda Guerra Mondiale.[10]
- Ex sede storica della Montecolino spa (prende il nome dall' quasi omonimo promontorio Montecolo): dal 1938-1971 l'azienda produttrice di pavimentazioni, rivestimenti e materiali tessili per uso industriale e residenziale inizia ad operare nella frazione di Pilzone. Cessata l’attività produttiva della Caproni e cacciati i nazisti che si erano insediati come controllori della produzione per fini bellici, si insediarono i fratelli Bettoni attivando il primo stabilimento tessile ad uso civile utilizzando metodi di filatura e tessitura di originati dalla tradizione familiare che pare affondasse le sue radici alla fine dell’XIX secolo. nel 1971 In concomitanza con la volontà della Famiglia Bettoni di cessare l’attività, un imprenditore belga attivo nel campo degli agugliati  (e tessuto non tessuto) affida al manager Carlo Fontana la ricerca di un sito dove impiantare uno stabilimento produttivo dedicato alla produzione di tessuti non tessuti, trovano e decidono i insediarsi negli stabilimenti della Monetecolino di Pilzone. Nel 1976 le ridotte possibilità di ampliamento offerte dal promontorio costringono l’azienda al trasferimento nel vicino comune di Provaglio d’Iseo, dove è attiva ancora oggi. Cambiano i proprietari nei vari anni successivi.[11]
- Lungo la strada del lago vi sono l’ex casa Negrinelli (XIX secolo), sulla quale sventolò la prima bandiera tricolore della rivolta risorgimentale, e il complesso “Araba Fenice”, albergo in stile Liberty che nel corso del Novecento ha ospitato varie personalità internazionali.[12] Nei documenti storici dell'Albergo "Araba Fenice" compare per la prima volta nel 1841 e successivamente nel periodo del Risorgimento Italiano, quale sede di riunioni patriottiche nel Febbraio 1848. A pochi caseggiati di distanza, infatti, una lapide dettata dallo storico Gabriele Rosa, testimonia che proprio in questa località sventolò il primo segno della "Rivoluzione Lombarda". L'hotel ha vissuto il suo massimo splendore negli anni 1920-30, quale luogo di ritrovo dell’aristocrazia bresciana, ospitando anche una sala con tavoli da gioco di un casinò. Verso la fine della seconda guerra mondiale si vocifera di un possibile incontro segreto avvenuto nel salone dell’hotel fra il capo del governo italiano fascista Benito Mussolini e il Primo Ministro inglese Winston Churchill.[13]

## Infrastrutture e trasporti
La frazione è servita dalla fermata di Pilzone posta sulla ferrovia Brescia-Iseo-Edolo.